# 270 Park Avenue
270 Park Avenue alternativt J.P. Morgan Chase Tower är en framtida skyskrapa som kommer vara placerad på Manhattan i New York, New York i USA. Skyskrapan ägs av den amerikanska globala affärsbanken J.P. Morgan Chase, som kommer använda den som globalt huvudkontor och ha uppemot 14 000 anställda där. Skyskrapan kommer vara 423–433,3 meter hög och ha 63 våningar, när den blir klar kommer den vara Manhattans näst högsta kontorsfastighet efter One World Trade Center. Den är planerad att stå klar 2024 till en kostnad på tre miljarder amerikanska dollar.